# Xã Harrison, Quận Wallace, Kansas
Xã Harrison (tiếng Anh: Harrison Township) là một xã thuộc quận Wallace, tiểu bang Kansas, Hoa Kỳ. Năm 2010, dân số của xã này là 69 người.